# سفارة أوكرانيا في اليابان
سفارة أوكرانيا في اليابان هي أرفع تمثيل دبلوماسي لدولة أوكرانيا لدى اليابان. تقع السفارة في طوكيو وهي تهدف لتعزيز المصالح الأوكرانية في اليابان.

## وصلات خارجية
- الموقع الرسمي
- قائمة سفارات أوكرانيا
- قائمة السفارات في اليابان